# Galuh (dorp)
Galuh is een bestuurslaag in het regentschap Purbalingga van de provincie Midden-Java, Indonesië. Galuh telt 2775 inwoners (volkstelling 2010).